# Groninga
Groninga (em neerlandês Groningen, ou ainda Grunnen na cidade mesma) é uma cidade ao norte dos Países Baixos, a capital da Província da Groninga. A cidade é considerada como uma das mais importantes cidades das províncias setentrionais dos Países Baixos.
Groninga também é conhecida pela sua grande comunidade estudantil: cerca de 50 000 estudantes para uma população de 190 000 habitantes. Em parte devido ao grande número de estudantes, a cidade tem uma vida nocturna movimentada e várias actividades culturais.

## Personalidades
- Pauline Kleingeld (Filósofo) University of Groningen
- Heike Kamerlingh Onnes (1853-1926), Prémio Nobel de Física de 1913
- Johan Huizinga (1872-1945), historiador.
- Roque Brasiliano (c. 1630 – desaparecido em 1671), pirata
- Daniel Bernoulli (1700 - 1782), matemático.
- John Goodricke (1764 - 1782), astrônomo amador.
- Jozef Israëls (1824-1911), pintor.
- Maarten Schmidt (1929 - ), astrônomo.
- Dick Nanninga (1949-2015), jogador de futebol.
- Leandro Bacuna (1991 -) jogador de futebol.
- Simon de Wit (1997 -), cantor e músico.